# 비활성 기체 화합물
비활성 기체 화합물은 비활성 기체가 이룬 화합물이다. 비활성 기체는 주기율표에서 아래로 내려갈 수록 반응하기 쉬우므로, 그중 방사성 붕괴를 하지 않아 연구하기 쉬운 제논의 화합물이 주로 알려져 있다.

## 헬륨 화합물
- 수소화 헬륨 이온 (HeH+)
- 리튬-헬륨 화합물 (LiHe)
- 헬륨 이량체 (He2)
- 헬륨-나트륨 화합물 (NaHe)

## 네온 화합물
네온 화합물은 몇몇 환경에서 안정적인 형태로 발견될 것으로 추정하나, 아직까지 실제로 실험을 통해 발견된 것은 없다.

## 아르곤 화합물
- 아르곤 플루오로하이드라이드 (HArF)
- 아르곤 카르복실기플루오리드 이온 (ArCF22+)

## 크립톤 화합물
- 이플루오린화 크립톤 (KrF2)
- 크립톤 하이드로시안화물 (HKrCN)
- 하이드로크립토아세틸렌 (HKrC2H)
- 크립톤 산화셀레늄플루오르 (Kr(OSe5)2)
- 시안화수소 크립톤 플루오르 (HCNKrF2)

## 제논 화합물
- 이플루오린화 제논
- 사플루오린화 제논
- 육플루오린화 제논
- 삼산화 제논

## 라돈 화합물
- 이플루오린화 라돈